# サバンナ (ジョージア州)

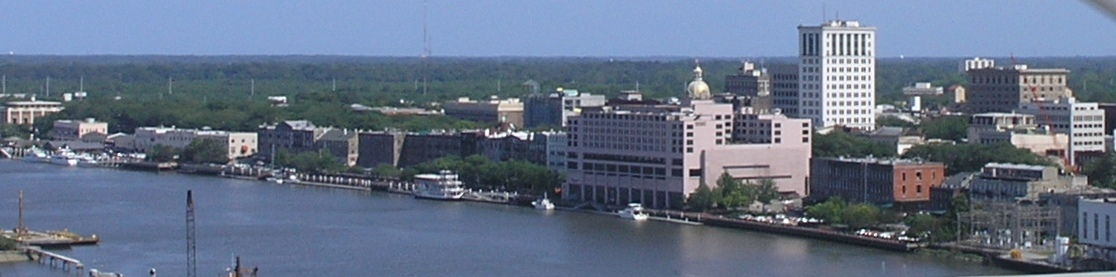
サバンナ川

サバンナ（サバナ、Savannah）は、アメリカ合衆国ジョージア州南東部に位置する港湾都市。チャタム郡の郡庁所在地である。人口は14万7780人（2020年）。1970年までは州第2の都市だったが、現在は第5位である。市況も長く低迷していたが、後述する貿易業の発展に伴って急成長を遂げている。
市の北側をサバンナ川が流れ、サウスカロライナ州との州境になっている。サバンナ川が大西洋に流れこむ河口からは約20km上流に位置している。かつてはサウスカロライナ州チャールストンと並ぶ奴隷貿易の拠点であった。現在では全米指折りの貿易港を持っており、同じく指折りの貿易港を持つチャールストン同様、歴史的な町並みや建築物を再生・保存した観光都市としても栄えている。また、同市は南部的な魅力やサザン・ホスピタリティでも知られている。同市の聖パトリックデーの祭典は有名である。
サバンナは小説『真夜中のサバナ』の舞台ともなった。この小説はクリント・イーストウッド監督、ジョン・キューザック主演で映画化された。また、歴史地区内チッペワ・スクエア（Chippewa Square）は映画『フォレスト・ガンプ』のロケ地のひとつであり、ベンチが設置されていた。コナン・ドイルの小説『オレンジの種五つ』にも登場する。

## 歴史

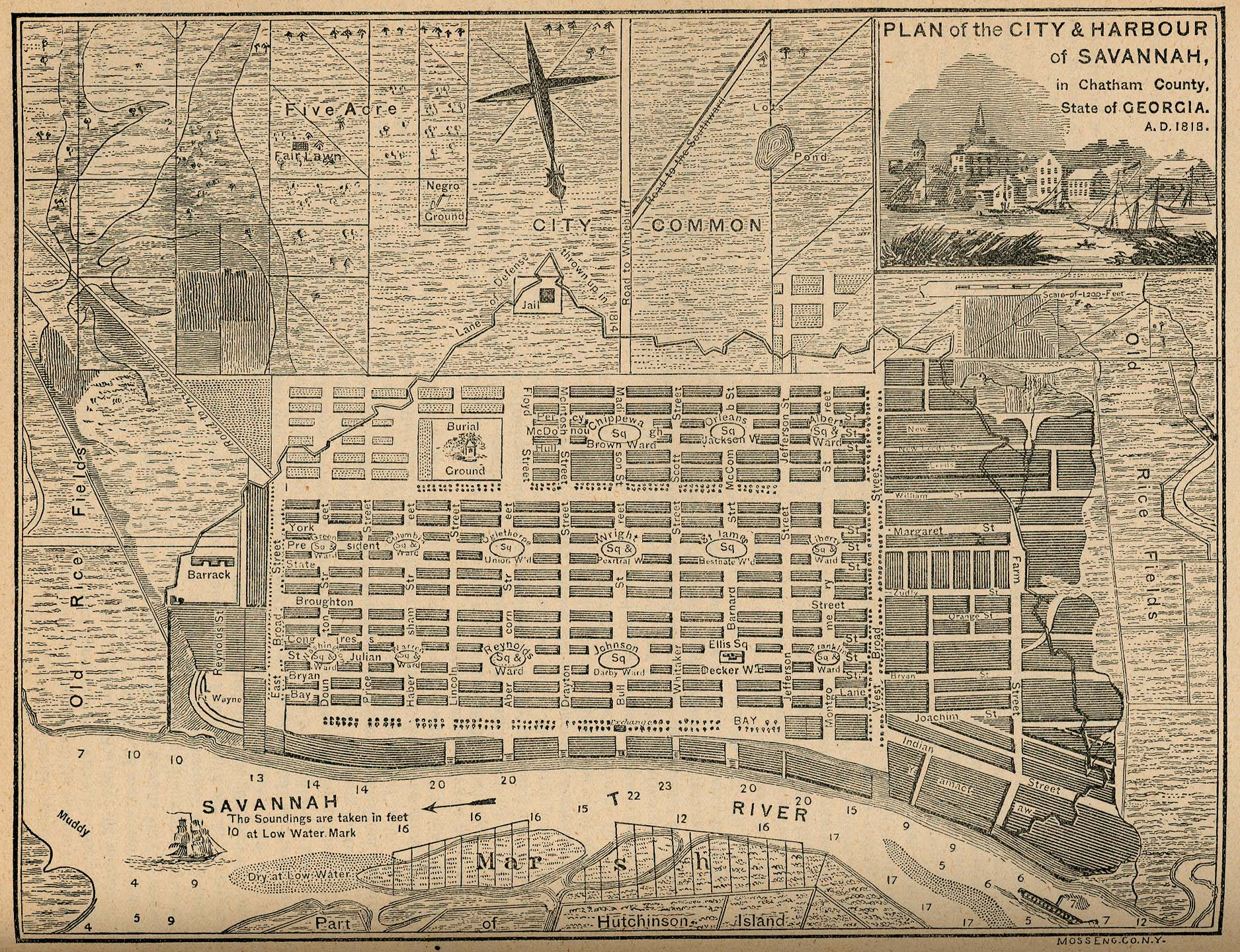
サバンナの都市計画地図、1818年

サバンナは1733年2月12日にジェームス・オグルソープ将軍によって、全米最初の計画都市として建設された。1738年にはスペイン・ポルトガルからの移民が同市に到着した。以後1世紀半にわたって、同市はイギリス以外の国からの移民を受け入れ、南部で最も国際的で多様性に富む都市として発展していくことになる。
独立戦争の最中、1778年にサバンナはイギリスによる占領下に置かれることになる。1779年にはアメリカ・フランスの連合軍が市を奪還すべく攻撃を行なうが撃退される。独立戦争後の1785年1月27日、ジョージア大学（アセンズに位置する）を設立するため、州会議員がサバンナに集まった。
1818年、黄熱病の流行による検疫停船期間が設定され、港湾荷役および市内の商工業がストップした。多くの船がサバンナ港には戻らず、地域の綿工業は大きな打撃を受けた。
1864年、南北戦争下でウィリアム・シャーマン将軍率いる北軍が、12月にサバンナの降伏を受け入れ、制圧した。制圧後、シャーマン将軍はエイブラハム・リンカーン大統領に宛てて次のような電報を打った。
サバンナの町を、大砲150門、大量の弾薬、および25,000梱の綿とともに、大統領閣下へのクリスマス・ギフトといたします
1930年代から1940年代にかけて、駐車場を建設するために歴史的な建物が多く取り壊されるようになった。公園も街路整備によって分けられるようになった。シティ・マーケット（1870年建立）やダベンポート・ハウス（1821年建立）の取り壊しをきっかけに、7人のジョージア州出身の女性が立ち上がり、ヒストリック・サバンナ・ファンデーションを設立、サバンナの歴史地区を取り壊しから守る運動を始めた。こうした町並み保存運動家たちの活動は、今日では有名となったサバンナの再生に大きく貢献した。しかし、一方では歴史地区にもハイアット・リージェンシー・サバンナ（1980年建立）など、近代的な建物も建つようになった。

## 経済

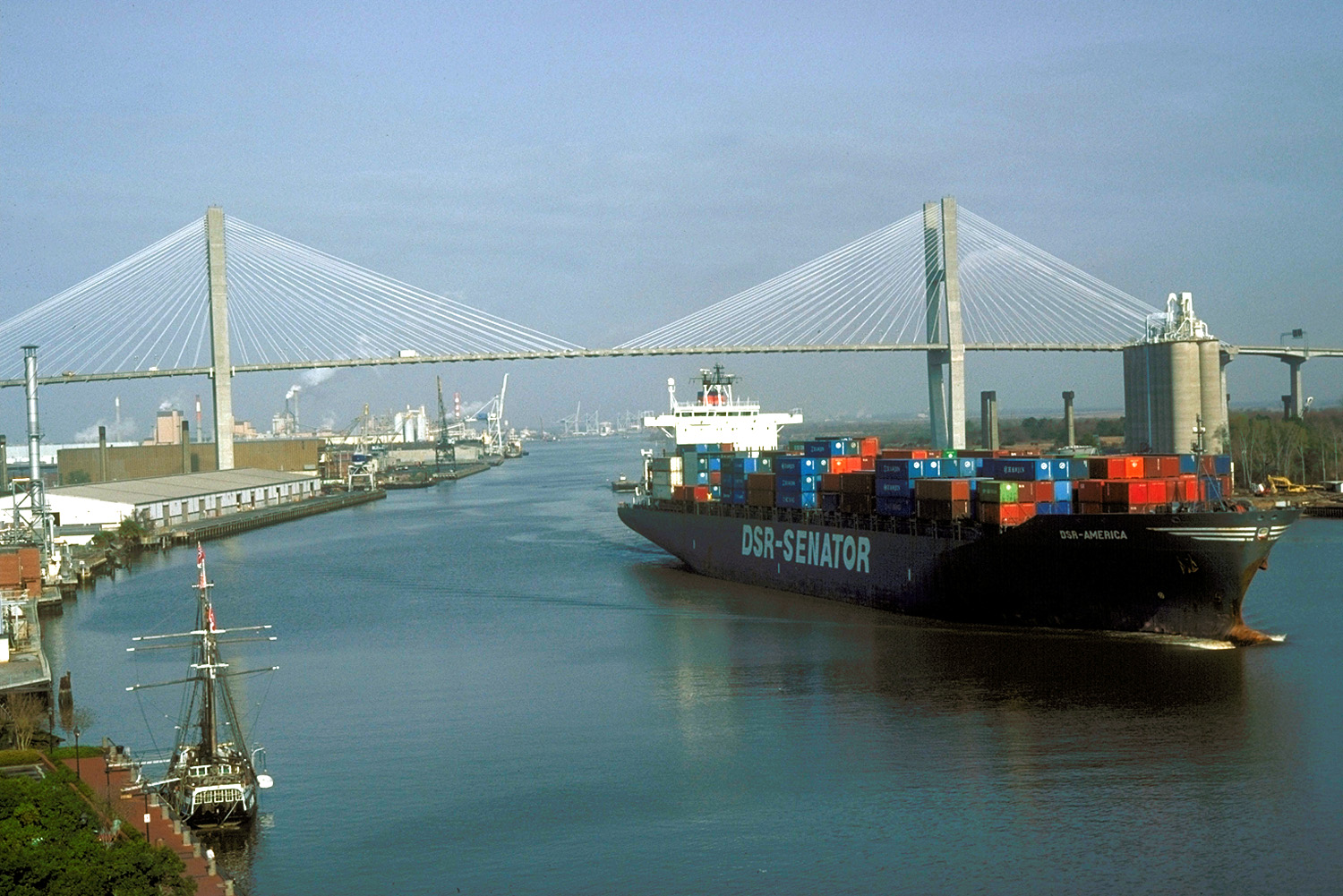
サバンナ港

多くの都市同様、最初の2世紀にわたっては農業がサバンナの経済を支えていた。初期の輸出品は、イギリスで需要のあった絹やインディゴであった。1767年までには、年間1トン近くの絹がイギリスに輸出されるようになっていた。
サバンナ周辺の温暖な気候は独立戦争後に主産品となった綿花の栽培に最適であった。プランテーションシステムのもとでの綿花生産は、同市のヨーロッパ系移民に富と成功をもたらした。
参考：Port of Savannah
19世紀、サバンナ港は全米で最も繁栄する港のひとつとなり、サバンナ市民は輸入されたさまざまな世界の一流品を手にする機会に恵まれていた。サバンナは全米でも最も豊かな都市のひとつとなるまでに成長した。サバンナ港はいつの時代においても、同市の経済において最も重要な位置を占めている。アメリカ史の初期においては、植民地内で生産された品物はイギリスに輸出される前に通過する港のひとつであった。
サバンナ港はジョージア州港湾局による運営であり、市はあまり関与していない。20世紀後半には人口軸がメガロポリスを軸とした東海岸北部に遷移し、対欧貿易の拠点となっていたニュージャージーやヴァージニアの港湾都市が繁栄を見せるとともに、河港であり海岸から20キロの位置にあったサバンナ港の国内での地位は低下し市況も低迷した。当時の港湾局長は「船がなぜ港湾に来るかと云えば、そこに貨物があるからだ」という理論に基づき、同港の利点と弱点を分析し、再興に取り組んだ。
幸いサバンナはノーフォーク・サザン、CSXという大手鉄道貨物業者のターミナルであり高速道路のハブでもあった。また、サバンナ港はサバンナ川河畔に展開していたため港湾の近くに安価で広大な物流倉庫用地を確保できた。最初に目をつけたのがKマートの前身企業であり、それで州も当初はノキアやターゲットなど流通小売業を中心に企業誘致を呼びかけ、ロジスティクスハブとしての地位を高めた。また、アトランタが南部の拠点として発展を遂げると、同市の外港としても大いに機能を果たすようになり、アジアとの結びつきが強くなった。
2023年の統計ではサバンナ港のコンテナ取扱量は全米で4位（東海岸で2位）と、全米で最も繁忙な貿易港の一つとなっており、東海岸における対アジア諸国の貿易拠点として地位を高めている。サバンナ港はサバンナ川河口に発展した天然港で広大な後背地を持っており、単一のコンテナターミナルとしては全米最大規模である。更に2035年には新コンテナターミナルが稼働予定となっている。同じく歴史的な港湾都市として知られ、人口規模も類似したサウスカロライナ州チャールストンとは姉妹都市であり、チャールストン港（全米4～8位）とは姉妹港となっている。
サバンナは世界最大の製紙会社、ユニオン・キャンプ社の本拠地であった。現在工場はインターナショナル・ペーパー社のもとで操業しており、同市の雇用を支えている。また、同市は有名な自家用ジェット機メーカー、ガルフストリーム・エアロスペース社の本拠地である。

## 地理

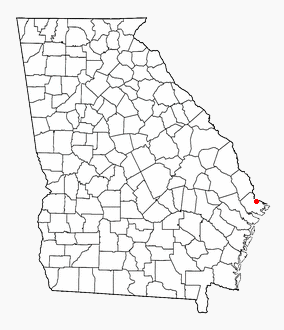
サバンナの位置

サバンナは北緯32度3分3秒 西経81度6分14秒 / 北緯32.05083度 西経81.10389度（32.050706, -81.103762）に位置している。日本では、宮崎市付近が同市とほぼ同緯度である。
アメリカ合衆国統計局によると、サバンナ市は総面積202.3km2（78.1mi2）である。このうち193.6km2（74.7mi2）が陸地で8.7km2（3.4mi2）が水域である。総面積の4.31%が水域となっている。
サバンナは湿地帯にあり、平坦な地形であることから、洪水が起きやすい。その被害を軽減するため、4本の運河（フェルストリート・ケイヨン・スプリングフィールド・ケーシー）を掘削し、ポンプ場を建設した。4本の運河のうちフェルストリート・ケイヨン・スプリングフィールドの3本はサバンナ川に通じている。

## 名所

### 歴史地区
歴史地区はサバンナ最大の見どころである。その中心となっているのはリバー・ストリート（River Street）で、沿道には19世紀の綿花倉庫と通路を再利用した各種ショップ、バー・レストランが並んでいる。また、歴史地区西側に位置するシティ・マーケットはサバンナの旧中央市場を再生したものである。アンティークショップ、土産物屋、小さな飲食店が2つの中庭の周囲に並んでいる。

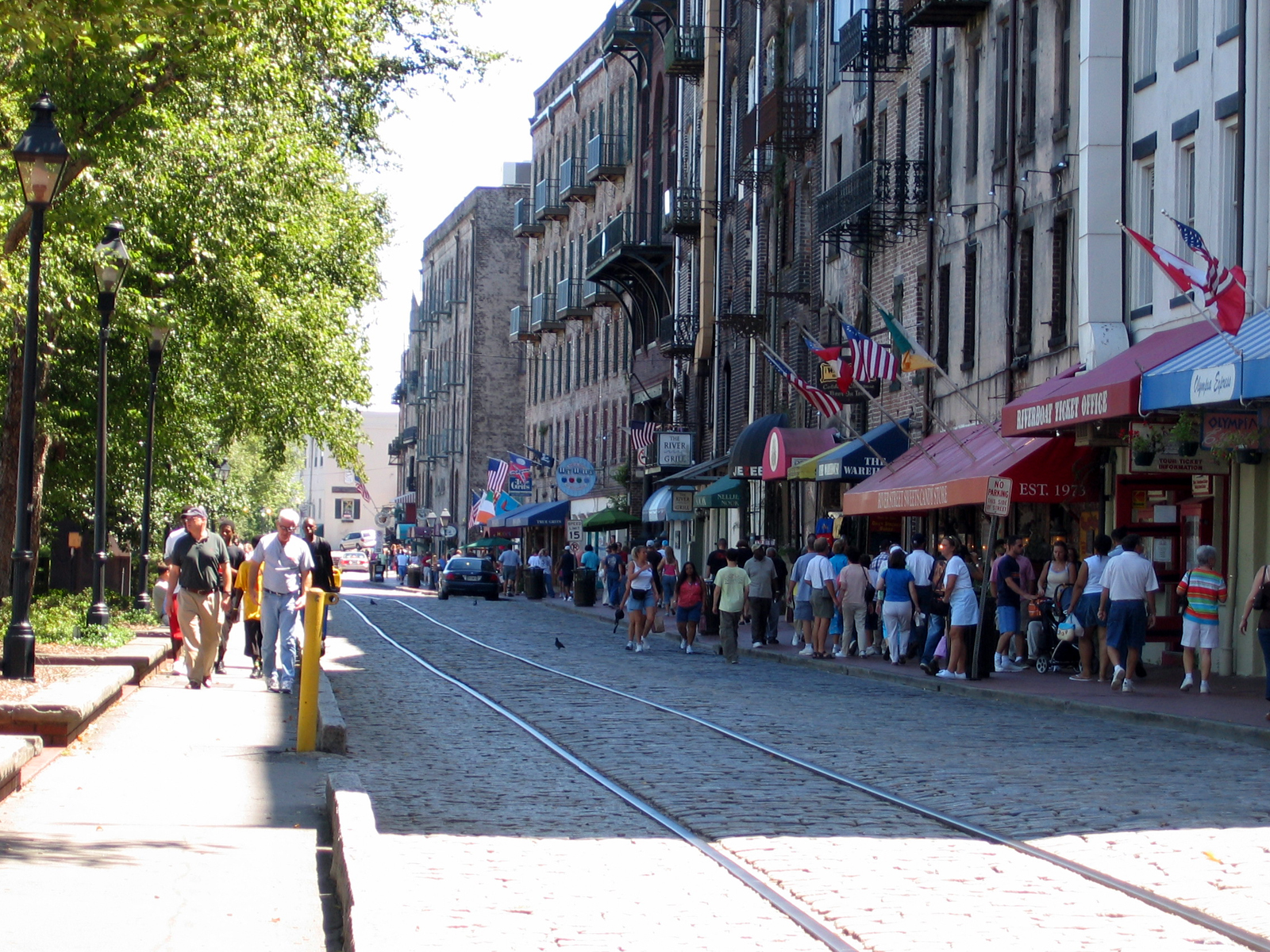
リバー・ストリート
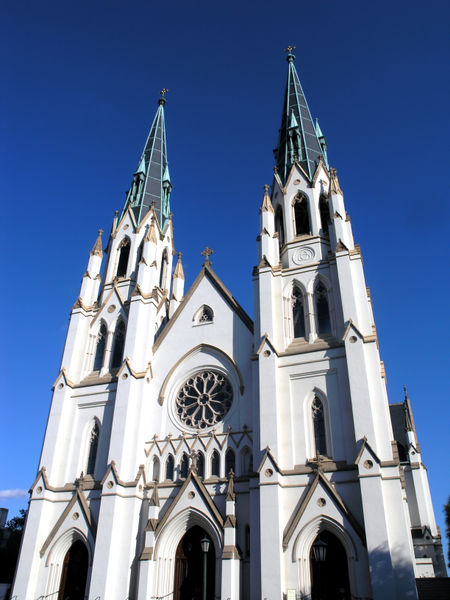
聖ヨハネ大聖堂
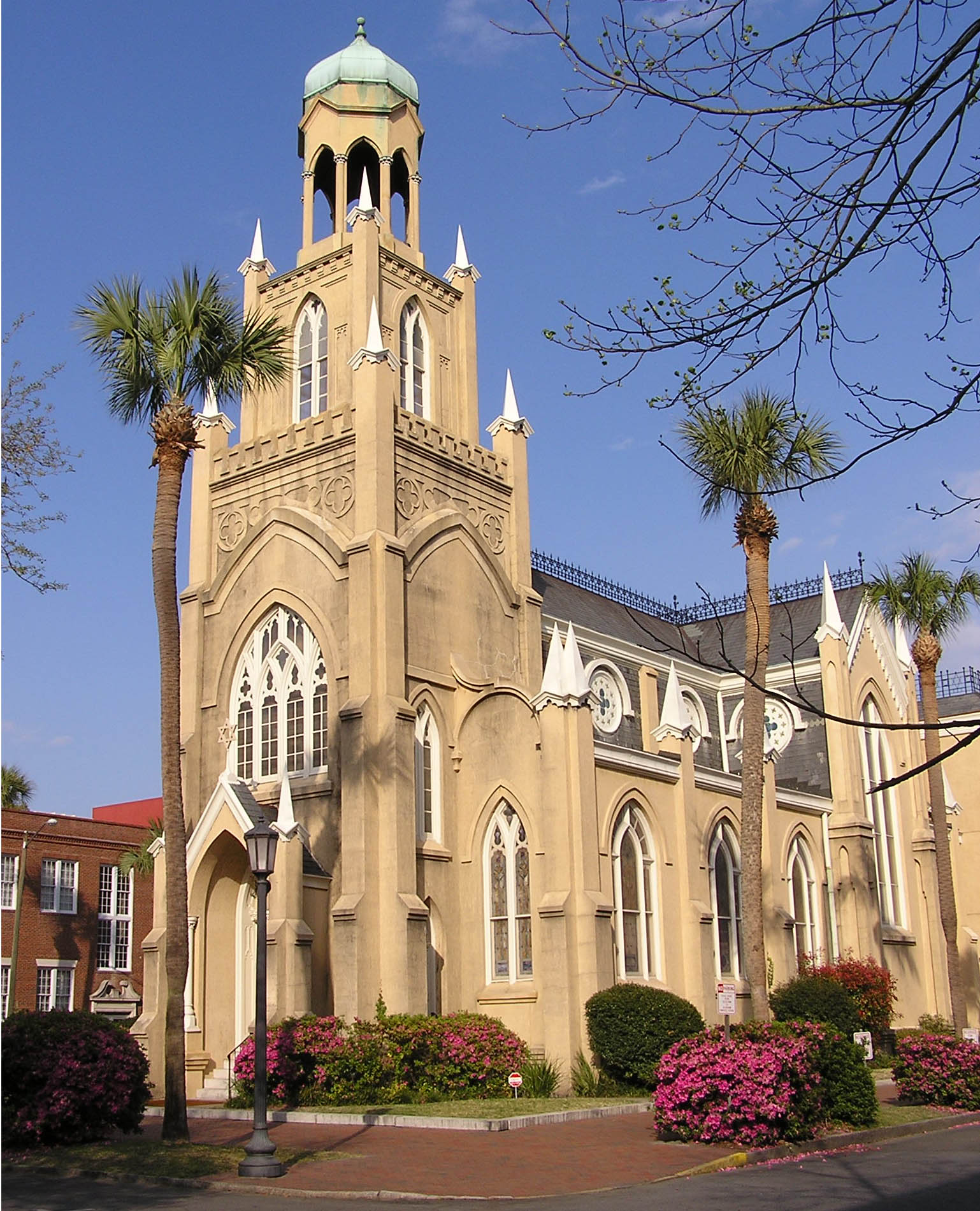
ミックヴェ・イスラエル寺院
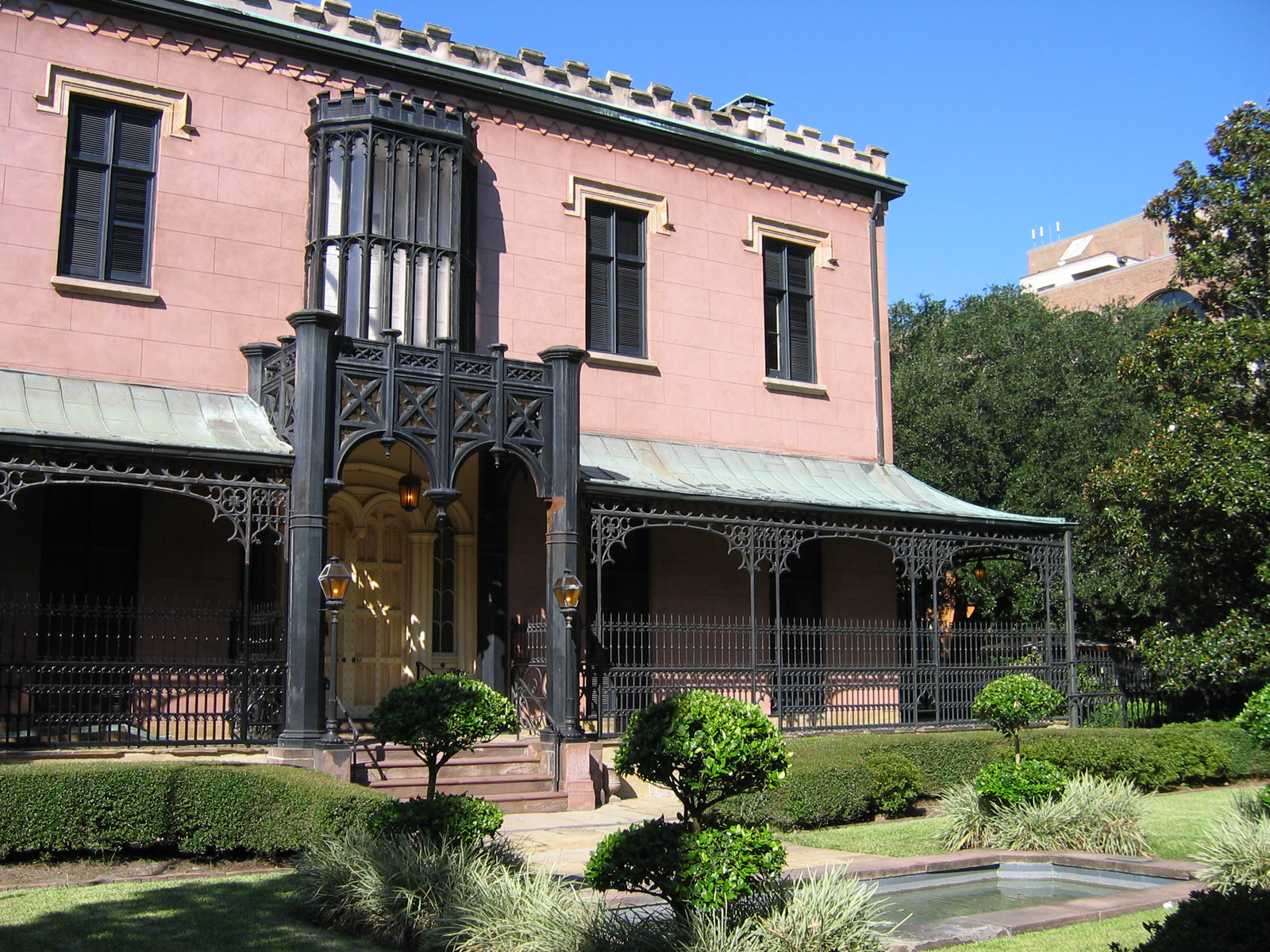
グリーン・メルドリム・ハウス
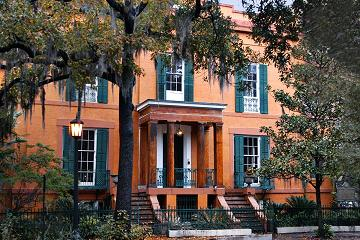
ソレル・ウィード・ハウス
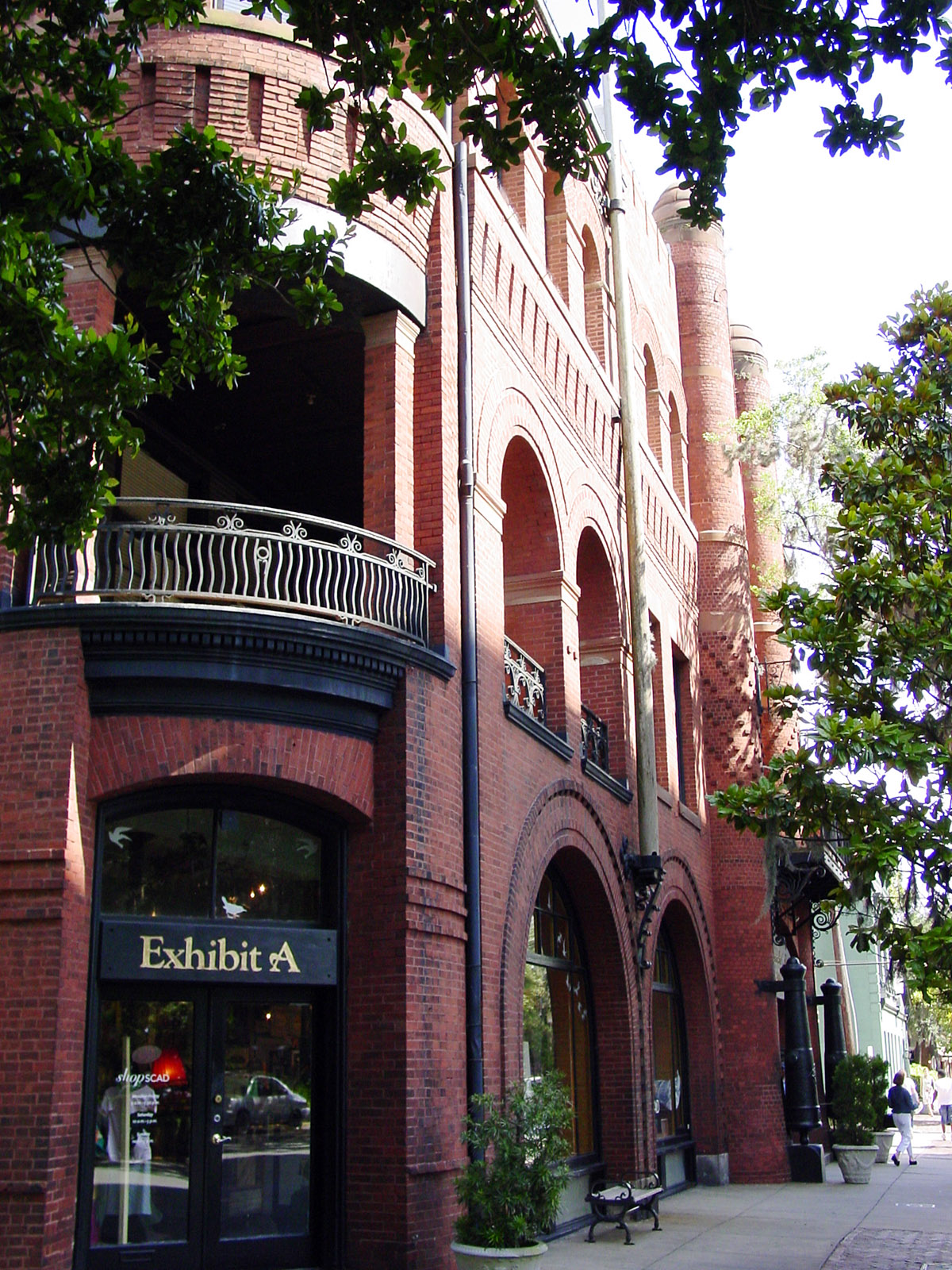
サバンナ芸術デザイン学校の校舎。歴史地区内の古い建物を再利用している。
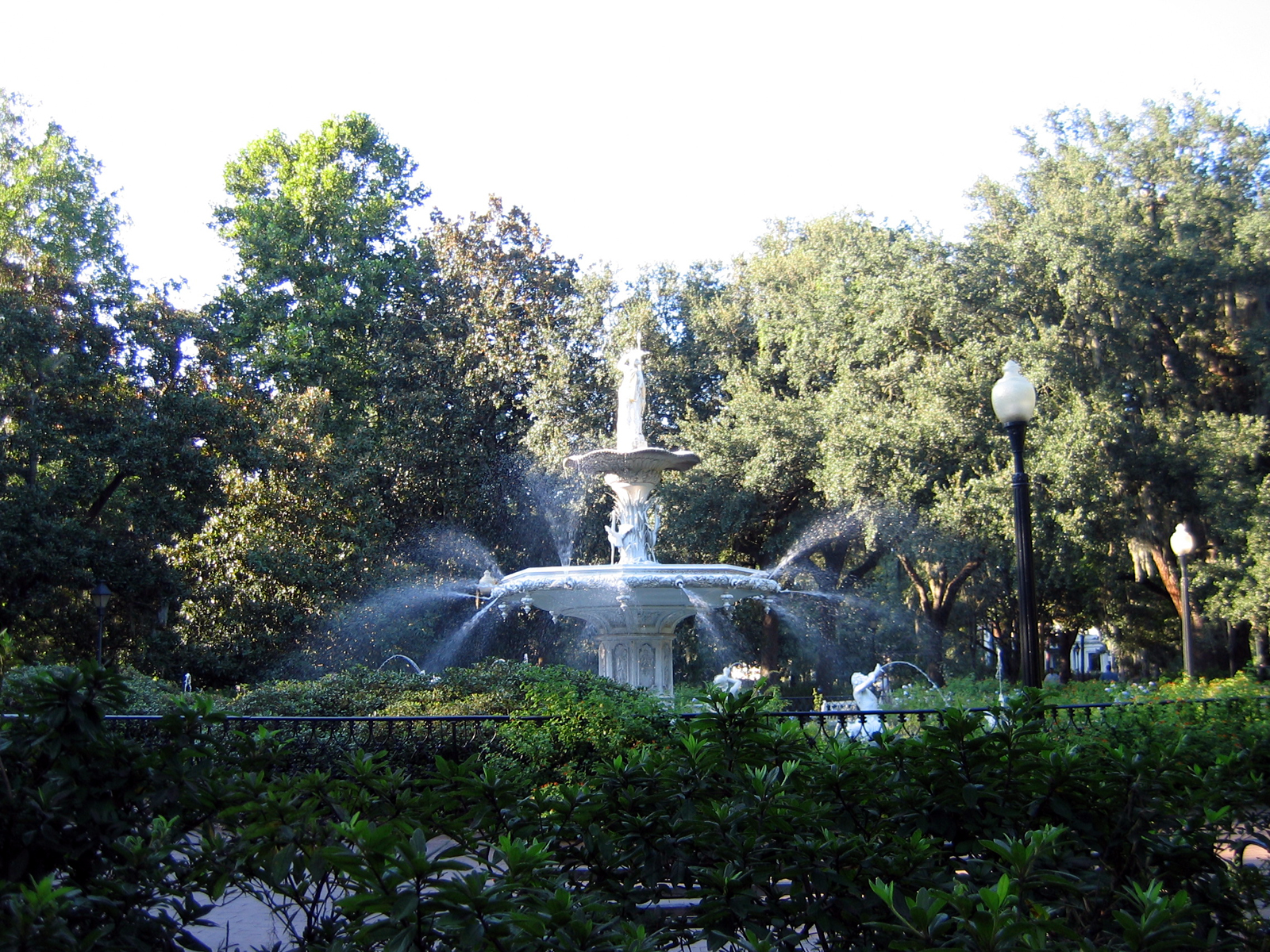
フォーサイス公園。歴史地区の南に隣接する。
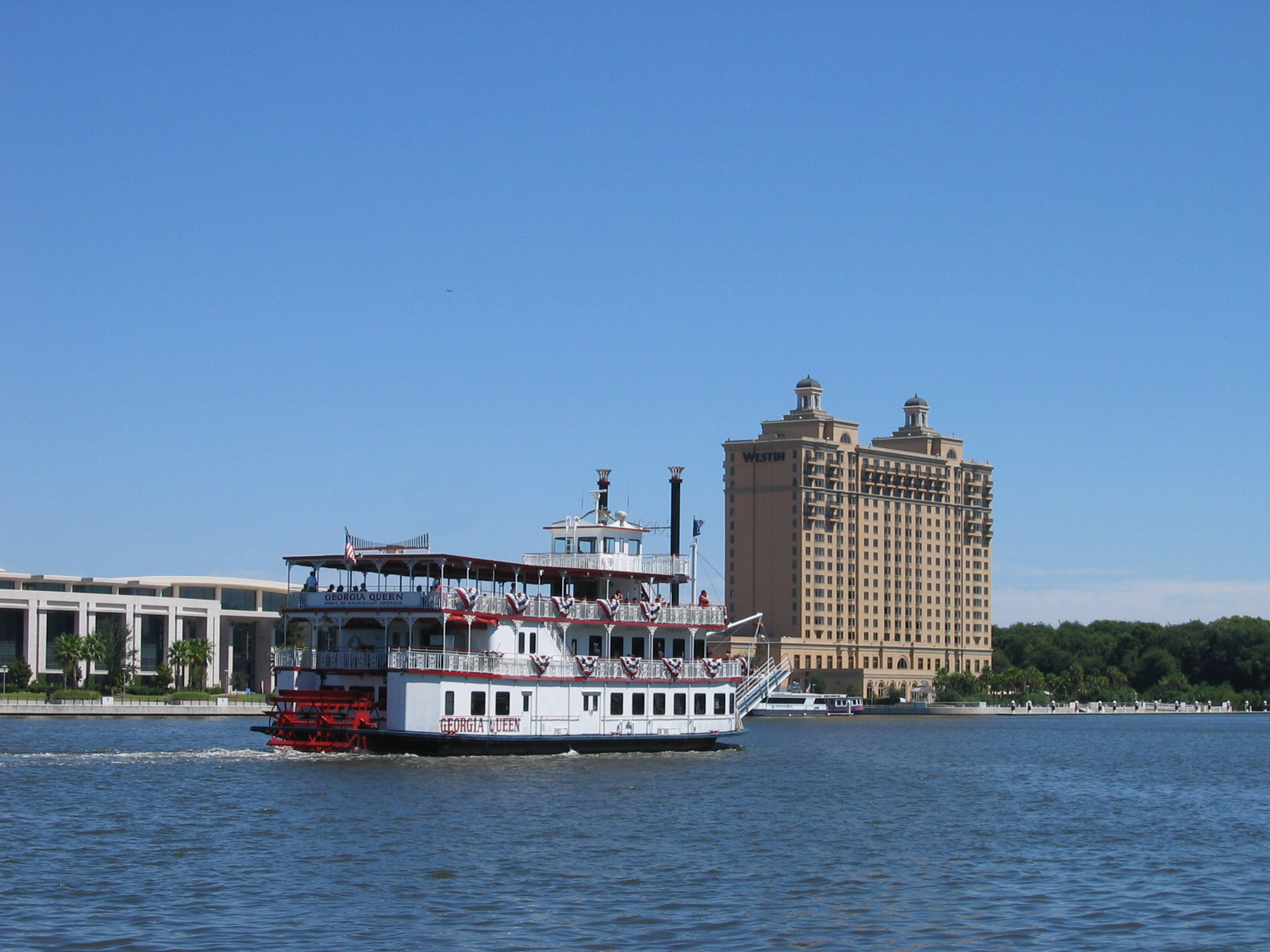
サバンナ川を下るジョージア・クィーン・リバーボート

#### 歴史的建造物
- 家：ピンク・ハウス、ソレル・ウィード・ハウス、ジュリエット・ゴードン・ロウ生誕地、オーウェンス・トーマス・ハウス、ウォームスロウ・プランテーション
- 教会・寺院: トリニティ・ユナイテッド・メソジスト教会、聖ヨハネ大聖堂（バプテスト）、キリスト聖公会、ファースト・アフリカン・バプテスト教会、独立長老派教会、アセンション・ルーテル教会、ミックヴェ・イスラエル寺院
- 墓地: コロニアル・パーク墓地、ローレル・グローブ墓地、ボナベンチャー墓地
- 砦：ジャクソン砦（歴史地区付近）、プラスキ砦（サバンナの27km東）。ともに南北戦争で重要な砦であった。

#### 広場
サバンナの歴史地区には以下の24の広場がある。
- カルホーン・スクエア（Calhoun Square）
- チャットハム・スクエア（Chatham Square）
- チッペワ・スクエア（Chippewa Square）
- コロンビア・スクエア（Columbia Square）
- クロフォード・スクエア（Crawford Square）
- エルバート・スクエア（Elbert Square、消滅）
- エリス・スクエア（Ellis Square、消滅）
- フランクリン・スクエア（Franklin Square）
- グリーン・スクエア（Greene Square）
- ジョンソン・スクエア（Johnson Square）
- ラファイエット・スクエア（Lafayette Square）
- リバティ・スクエア（Liberty Square、消滅）
- マディソン・スクエア（Madison Square）
- モントレー・スクエア（Monterey Square）
- オグルソープ・スクエア（Oglethorpe Square）
- オーリンズ・スクエア（Orleans Square）
- プラスキ・スクエア（Pulaski Square）
- レイノルズ・スクエア（Reynolds Square）
- テルフェア・スクエア（Telfair Square）
- トゥループ・スクエア（Troup Square）
- ウォーレン・スクエア（Warren Square）
- ワシントン・スクエア（Washington Square）
- ホワイトフィールド・スクエア（Whitefield Square）
- ライト・スクエア（Wright Square）

24の広場はサイズや造りがそれぞれ異なる。最大の広場はジョンソン・スクエアで、噴水やモニュメントがある。最小の広場はクロフォード・スクエアで、運動場になっている。エルバート・スクエアとエリス・スクエアは1950年代に州間高速道路I-16を延伸する際に取り壊された。リバティ・スクエアはシティ・マーケット（後述）の駐車場とするために取り壊された。現在、市はシティ・マーケットの駐車場を新たに地下に作り、地上には新たな広場を作る計画を進めている。

### ビーチ

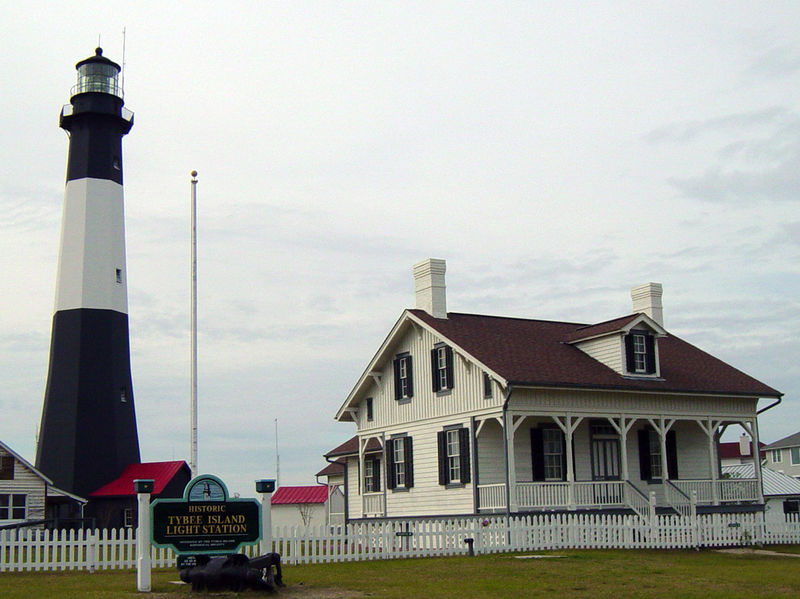
タイビー・アイランドの灯台

サバンナの東郊30kmほどに位置するタイビー・アイランド（Tybee Island）市は「サバンナのビーチ」として知られる。夏はリゾートとして賑わい、サバンナにとって歴史地区と並ぶ重要な観光資源となっている。

### その他の名所
サバンナ国際貿易コンベンションセンターはサバンナ川の中洲、ハッチンソン島（Hutchinson Island）に位置している。ダウンタウンからはフェリーと橋で結ばれている。

## 交通
サバンナの玄関口となっている空港はサバンナ・ヒルトンヘッド国際空港（Savannah/Hilton Head International Airport）である。サバンナ市の西に位置し、アトランタに本拠を置くデルタ航空をはじめ、航空主要各社がハブ空港からサバンナへの便を運航している。
アムトラックの駅があり、サバンナを起点・終点とするパルメット号がワシントンD.C.やニューヨークへと走っている。また、マイアミ、オーランドとニューヨークとを結ぶ長距離列車であるシルバー・スター号・シルバー・メティオ号がサバンナに停車する。
グレイハウンドのバスターミナルは歴史地区の西側にあり、タンパ・オーランド・ジャクソンビル・アトランタ・シャーロット・リッチモンド・ニューヨークへのバスの便がある。
サバンナは州間高速道路I-16の終点である。I-16は歴史地区の西端まで伸びている。ジョージア州中部の都市メーコンで州間高速道路I-75と合流し、アトランタへと通じている。アトランタまでは車で5時間ほどである。また、大西洋岸を縦貫する州間高速道路I-95は市の西を南北へと走り、マイアミ・ジャクソンビル・ワシントンD.C.・ニューヨーク・ボストンなどの主要都市へと通じている。
市内の交通としては、チャットハム地域交通局（CAT）が運営する路線バスが市内をカバーしている。同局は歴史地区内に無料シャトルバスも走らせている。また、歴史地区内では民営の観光馬車も営業をしている。

## 人口動勢
以下は2000年国勢調査における人口統計データである。
| 基礎データ - 人口: 131,510人 - 世帯数: 51,375世帯 - 家族数: 31,390家族 - 人口密度: 679.4人/km2（1,759.5人/mi2） - 住居数: 57,437軒 - 住居密度: 296.7軒/km2（768.5軒/mi2） 人種別人口構成 - 白人: 38.86% - アフリカ系アメリカ人: 57.08% - ネイティブ・アメリカン: 0.23% - アジア人: 1.52% - 太平洋諸島系: 0.07% - その他の人種: 0.93% - 混血: 1.30% - ヒスパニック・ラテン系: 2.23% 年齢別人口構成 - 18歳未満: 25.6% - 18-24歳: 13.2% - 25-44歳: 28.5% - 45-64歳: 19.5% - 65歳以上: 13.3% - 年齢の中央値: 32歳 - 性比（女性100人あたり男性の人口 - 総人口: 89.3 - 18歳以上: 84.6 | 世帯と家族（対世帯数） - 18歳未満の子供がいる: 28.5% - 結婚・同居している夫婦: 35.2% - 未婚・離婚・死別女性が世帯主: 21.7% - 非家族世帯: 38.9% - 単身世帯: 31.4% - 65歳以上の老人1人暮らし: 11.5% - 平均構成人数 - 世帯: 2.45人 - 家族: 3.13人 収入と家計 - 収入の中央値 - 世帯: 29,038米ドル - 家族: 36,410米ドル - 性別 - 男性: 28,545米ドル - 女性: 22,309米ドル - 人口1人当たり収入: 16,921米ドル - 貧困線以下 - 対人口: 21.8% - 対家族数: 17.7% - 18歳未満: 31.4% - 65歳以上: 15.1% |

## 学校、教育
- ジョージアサザン大学アームストロング校

## 姉妹都市
- - バトゥミ、ジョージア
- - パトラ、ギリシャ
- - カヤ、ブルキナファソ